# Anthelephila bonadonai
Anthelephila bonadonai is een keversoort uit de familie snoerhalskevers (Anthicidae). De wetenschappelijke naam van de soort is voor het eerst geldig gepubliceerd in 2000 door Zbyněk Kejval.